# Hiva
Hiva ist eine legendäre Insel in den Sagen der Osterinsel-Kultur, der mythische Ort des Ursprunges, in seiner Bedeutung in etwa vergleichbar mit dem Garten Eden der westlichen Kultur.

## Legenden
Über die Entstehung der Osterinsel erzählt man sich folgendes: Ein übernatürliches Wesen namens Uoke kam von Hiva und flog über den Pazifik. Mit einem gigantischen Baumstamm hebelte es zahlreiche Inseln aus dem Untergrund und schleuderte sie in die See, wo sie für immer versanken. Als Uoke zur Osterinsel kam, die damals wesentlich größer war als heute, begann er, große Teile des Landes mit seinem Hebel herauszubrechen, aber der Fels an einer Stelle namens Puko Puhipuhi (in der heutigen Bucht von Hanga Hoonu an der Nordküste gelegen) war so hart, dass sein Hebel zerbrach. Uoke gab auf und so erhielt die Osterinsel ihre heutige, dreieckige Gestalt.:45
Hiva war aber auch die Heimat von Hotu Matua, dem mythischen Gründervater. Er lebte an einem Ort namens Marae Renga (rega = schön, lieblich, wundervoll), der auf der Insel Hiva lag. Wegen eines Streites musste er die Insel verlassen und siedelte sich mit seinen Gefolgsleuten auf der Osterinsel an. Bedeutend bei dieser Sage ist, dass Hotu Matua alle wichtigen Pflanzen (Zuckerrohr, Yams, Toromiro, Maulbeerbaum) und Tiere (Schweine, Hühner) sowie alle bedeutenden kulturellen Errungenschaften (Rongorongo-Schrift, Hausbau) von Hiva mitbrachte. Hiva ist also nicht nur der Ursprung des Osterinsel-Volkes, sondern auch die Quelle allen Reichtums.
Hiva ist jedoch zum Untergang verurteilt. Durch Steigen des Meeresspiegels bzw. durch Sinken des Landes verschwindet die Insel allmählich im Ozean.

„Winke Du und antworte folgendes: Auch das Heimatland ist schlecht, denn dort bringt die Flut Vernichtung, die Ebbe Rettung.“

Von Hiva stammen der Sage nach auch die Moai, die gigantischen Steinfiguren der Osterinsel. Die Kunst der Statuenherstellung war angeblich den ersten Siedlern, die mit Hotu Matua kamen, bekannt.:108 Als die Siedler sich etabliert und ihre erste Ernte eingebracht hatten, erinnerte sich Hotu Matua, dass er vergessen hatte, eine Steinstatue aus Hiva mitzubringen. Er sandte sechs junge Männer mit einem Kanu zurück, um den Moai mit Namen Tauto auf die Osterinsel zu bringen. Beim Verladen zerbrachen die Männer jedoch den Moai in zwei Teile. Hotu Matua hatte eine Vision dieses Unglücks und brach in lautes Wehklagen aus. Er ging zum Strand, um die Rückkehr der Expedition abzuwarten. Nach einigen Tagen fand er ein Bruchstück, den Kopf mit dem Hals der Statue Tauto, am Strand von Anakena. Es war durch magische Kräfte dorthin gekommen und diente fortan als Vorbild für alle weiteren Moai der Osterinsel. Die sechs Männer jedoch wurden nie mehr gesehen.

## Lage
Welche Insel dem mythischen Hiva entspricht, ist nicht eindeutig zu identifizieren, es kommen mehrere Inseln bzw. Inselgruppen in Frage. Etymologisch sei darauf hingewiesen, dass Hiva als Prä- bzw. Suffix bei mehreren Inselnamen der Marquesas vorkommt: Hiva Oa, Fatu Hiva und Nuku Hiva. Hiva war auch ein alter polynesischer Name für die gesamte Gruppe der Marquesas.
Der Legende nach liegt Hiva im Westen der Osterinsel, was auf eine Ausbreitung des polynesischen Volkes von Westen nach Osten schließen lässt. Obwohl dies lange umstritten war, wird die Überlieferung in diesem Punkt durch moderne linguistische, archäologische und nicht zuletzt genetische Forschungen bestätigt.

## Parallelen
- In den Legenden des Tuamotu-Archipels ist Hiva-iti (polynesisch: Klein-Hiva) ein mythisches Land, das zwischen den Tuamotu-Inseln und der Osterinsel liegen soll, möglicherweise identisch mit der Insel Pitcairn.[4]:72

- In der Überlieferung der Insel Tahiti ist Hiva-Ro-Tahi ein verborgenes Land, Wohnstätte des sagenhaften Königs Hoka.[4]:72

- Die Māori haben eine vergleichbare Legende des Ursprunges. Angeblich stammen alle Māori aus dem mythischen Land Hawaiki und ihre Seelen kehren nach dem Tod dorthin zurück.

## Reflexion
Heute wird der Name Hiva im gesamten Südseeraum für Musik- und Folkloregruppen, als Firmen- und Hotelname u. ä. werbewirksam genutzt.